# Copa Libertadores 1987
W dwudziestej ósmej edycji Copa Libertadores udział wzięło 21 klubów reprezentujących wszystkie kraje zrzeszone w CONMEBOL. Każde z 10 państw wystawiło po 2 kluby, nie licząc broniącego tytułu argentyńskiego klubu River Plate, który awansował do półfinału bez gry.
River Plate nie tylko nie zdołał obronić tytułu, ale nawet nie dotarł do finału, przegrywając w półfinale z urugwajskim klubem CA Peñarol. W finale Peñarol potrzebował trzech meczów i dogrywki, by pokonać rewelacyjny kolumbijski klub América Cali, który już trzeci raz z rzędu dotarł do finału Pucharu Wyzwolicieli.
W pierwszym etapie 20 klubów podzielono na 5 grup po 4 drużyny. Z każdej grupy do następnej rundy awansował tylko zwycięzca. Jako szósty klub do półfinału awansował broniący tytułu River Plate.
W następnej, półfinałowej rundzie, 6 klubów podzielono na 2 grupy liczące po 3 drużyny. Do finału awansowali zwycięzcy obu grup.
Obok klubu América Cali znakomicie spisał się chilijski klub CD Cobreloa. Słabo spisały się kluby brazylijskie, które okazały się słabsze od klubów z Chile. Jedynym klubem, który nie zdobył żadnego punktu był wenezuelski klub Estudiantes Mérida. Za to drugi klub z Wenezueli, Táchira San Cristóbal, do końca walczył z drużynami argentyńskimi o awans do półfinału.

## 1/4 finału

### Grupa 1Argentyna,Wenezuela
| 18.07 Estudiantes Mérida – Rosario Central 0:3 - Roberto Daniel Gasparini (2), Hernán Edgardo Díaz                                                                         |
| 19.07 Táchira San Cristóbal – CA Independiente 3:2 - Carlos Fabián Maldonado, Daniel Francovig, Pedro Juan Febles – Carlos Alberto Enrique, Alejandro Esteban Barberón     |
| 22.07 Táchira San Cristóbal – Rosario Central 0:0 |
| 23.07 Estudiantes Mérida – CA Independiente 0:1 - Franco Navarro |
| 26.07 Táchira San Cristóbal - Estudiantes Mérida 3:2 - Arnulfo Becerra, José Francisco Nieto, Pedro Juan Febles – Rodolfo Carvajal (2)                                     |
| 01.08 Rosario Central – CA Independiente 0:0 |
| 04.08 CA Independiente - Estudiantes Mérida 2:0 - Claudio Marangoni, Gerardo Manuel Reinoso                                                                                |
| 05.08 Rosario Central – Táchira San Cristóbal 3:2 - Jorge Raúl Balbis, Edgardo Bauza, Hernán Edgardo Díaz – Miguel Oswaldo González (2)                                    |
| 08.08 Rosario Central - Estudiantes Mérida 5:2 - Osvaldo Salvador Escudero, Hugo Galloni, Hernán Edgardo Díaz (2), Claudio Scalise – Juan Carlos Zambrano, José N. Gavidia |
| 09.08 CA Independiente – Táchira San Cristóbal 5:0 - Franco Navarro, Gerardo Manuel Reinoso (2), Alejandro Esteban Barberón (2)                                            |
| 16.08 CA Independiente – Rosario Central 3:1 - Alejandro Esteban Barberón, Franco Navarro, Néstor Clausen – Jorge Raúl Balbis                                              |
| 16.08 Estudiantes Mérida – Táchira San Cristóbal 0:3 - Pedro Juan Febles (2), William Gerardo Méndez                                                                       |

| Klub                  | Mecze | Zw | Rem | Por | Pkt | BrZd | BrStr |
| --------------------- | ----- | -- | --- | --- | --- | ---- | ----- |
| CA Independiente      | 6     | 4  | 1   | 1   | 9   | 13   | 4     |
| Rosario Central       | 6     | 3  | 2   | 1   | 8   | 12   | 7     |
| Táchira San Cristóbal | 6     | 3  | 1   | 2   | 7   | 11   | 12    |
| Estudiantes Mérida    | 6     | 0  | 0   | 6   | 0   | 4    | 17    |

### Grupa 2Boliwia,Kolumbia
| 07.05 América Cali – Deportivo Cali 1:0 - Juan Manuel Battaglia                                                                     |
| 07.05 Club The Strongest – Oriente Petrolero 3:2 - Germán Panichelli, Jesús Reynaldo (2) – Víctor Hugo Antelo, Celio Alves          |
| 12.05 Club The Strongest – Deportivo Cali 2:1 - Germán Panichelli (2) – Armando Osma                                                |
| 15.05 Oriente Petrolero – Deportivo Cali 0:1 - Guillermo Serrano                                                                    |
| 19.05 Club The Strongest – América Cali 1:1 - Jesús Reynaldo – Julio César Uribe                                                    |
| 22.05 Oriente Petrolero – América Cali 1:1 - Víctor Hugo Antelo – Julio César Uribe                                                 |
| 26.05 Deportivo Cali – América Cali 2:1 - Bernardo Redín, Jorge Aravena – S. Escobar                                                |
| 26.05 Oriente Petrolero – Club The Strongest 2:1 - Arturo García, Víctor Hugo Antelo – Orellana                                     |
| 02.06 Deportivo Cali – Oriente Petrolero 5:1 - Bernardo Redín, Jorge Aravena (2), José Manuel Rodríguez, Armando Osma – Celio Alves |
| 05.06 América Cali – Oriente Petrolero 3:1 - Ricardo Alberto Gareca (2), Roberto Cabañas – Carlos Amodeo                            |
| 09.06 Deportivo Cali – Club The Strongest 4:0 - Jorge Aravena (2), Carlos Valderrama, José Manuel Rodríguez                         |
| 13.06 América Cali – Club The Strongest 6:0 - Ricardo Alberto Gareca (2), Alexander Escobar (2), Juan Manuel Battaglia (2)          |

- mecz o pierwsze miejsce z powodu równej liczby punktów

| 08.07 América Cali – Deportivo Cali 0:0, karne 4:2 |

| Klub               | Mecze | Zw | Rem | Por | Pkt | BrZd | BrStr |
| ------------------ | ----- | -- | --- | --- | --- | ---- | ----- |
| América Cali       | 6     | 3  | 2   | 1   | 8   | 13   | 5     |
| Deportivo Cali     | 6     | 4  | 0   | 2   | 8   | 13   | 5     |
| Club The Strongest | 6     | 2  | 1   | 3   | 5   | 7    | 16    |
| Oriente Petrolero  | 6     | 1  | 1   | 4   | 3   | 7    | 14    |

### Grupa 3Brazylia,Chile
| 25.03 CD Cobreloa – CSD Colo-Colo 1:0 - Victor Merello                                                 |
| 27.03 Guarani FC – São Paulo FC 3:1 - Henágio (2), Carlinhos – Müller                                  |
| 07.04 Guarani FC – CD Cobreloa 0:0                                                                     |
| 10.04 São Paulo FC – CD Cobreloa 2:1 - Müller, Le – Héctor Puebla                                      |
| 05.05 Guarani FC – CSD Colo-Colo 0:0                                                                   |
| 08.05 São Paulo FC – CSD Colo-Colo 1:2 - Müller – Juan Gutiérrez, Jaime Andrés Vera                    |
| 03.06 CSD Colo-Colo – CD Cobreloa 0:0                                                                  |
| 05.06 São Paulo FC – Guarani FC 2:2 - Müller, Pita – Evair, João Paulo                                 |
| 09.06 CD Cobreloa – Guarani FC 3:1 - Sergio C. Díaz, Hebert Revetria, Juan Covarrubias – Tozin         |
| 12.06 CSD Colo-Colo – Guarani FC 2:0 - Jaime Augusto Pizarro, Hugo Eduardo Rubio                       |
| 16.06 CD Cobreloa – São Paulo FC 3:1 - Sergio C. Díaz, Juan Covarrubias, Juan Carlos Letelier – Careca |
| 19.06 CSD Colo-Colo – São Paulo FC 2:2 - Juan Gutiérrez, Jaime Andrés Vera – Tanguerina, Neto          |

| Klub          | Mecze | Zw | Rem | Por | Pkt | BrZd | BrStr |
| ------------- | ----- | -- | --- | --- | --- | ---- | ----- |
| CD Cobreloa   | 6     | 3  | 2   | 1   | 8   | 8    | 4     |
| CSD Colo-Colo | 6     | 2  | 3   | 1   | 7   | 6    | 4     |
| Guarani FC    | 6     | 1  | 3   | 2   | 5   | 6    | 8     |
| São Paulo FC  | 6     | 1  | 2   | 3   | 4   | 9    | 13    |

### Grupa 4Ekwador,Paragwaj
| 15.03 Club Olimpia – Club Sol de América 2:1 - J.E. Gaona (2) – Félix Ricardo Torres                                                               |
| 22.03 CD El Nacional – Barcelona SC 2:0 - E. Benítez (2)                                                                                           |
| 01.04 Club Olimpia – CD El Nacional 2:0 - Gustavo Adolfo Benítez, J.E. Gaona                                                                       |
| 05.04 Club Sol de América – CD El Nacional 2:1 - Félix Antonino Almirón, O. Giménez – Hans Maldonado                                               |
| 08.04 Club Sol de América – Barcelona SC 1:2 - Marcelino Blanco – Luis Ordóñez, Lupo Cenén Quiñónez                                                |
| 12.04 Club Olimpia – Barcelona SC 1:0 - J.E. Gaona                                                                                                 |
| 13.05 Barcelona SC – CD El Nacional 2:1 - Lupo Cenén Quiñónez, W. Silva – Jaime Fernando Baldeón                                                   |
| 14.05 Club Sol de América – Club Olimpia 2:2 - Velázquez, Félix Ricardo Torres – Gustavo Adolfo Benítez (2)                                        |
| 20.05 CD El Nacional – Club Olimpia 4:0 - E. Benítez (2), Jaime Fernando Baldeón, Fabián Paz y Miño                                                |
| 20.05 Barcelona SC – Club Sol de América 1:0 - Galo Fidean Vásquez                                                                                 |
| 24.05 CD El Nacional – Club Sol de América 4:1 - R. Sánchez, Wilson Antonio Armas, Jaime Fernando Baldeón, José Villafuerte – Félix Ricardo Torres |
| 24.05 Barcelona SC – Club Olimpia 3:2 - Galo Fidean Vásquez, Jimmy Alfonso Izquierdo, W. Silva – Evaristo Isasi, Rogelio Wilfrido Delgado          |

| Klub                | Mecze | Zw | Rem | Por | Pkt | BrZd | BrStr |
| ------------------- | ----- | -- | --- | --- | --- | ---- | ----- |
| Barcelona SC        | 6     | 4  | 0   | 2   | 8   | 8    | 7     |
| Club Olimpia        | 6     | 3  | 1   | 2   | 7   | 9    | 10    |
| CD El Nacional      | 6     | 3  | 0   | 3   | 6   | 12   | 7     |
| Club Sol de América | 6     | 1  | 1   | 4   | 3   | 7    | 12    |

### Grupa 5Peru,Urugwaj
| 06.05 Alianza Lima – Colégio San Agustín Lima 0:0                                                                          |
| 06.05 CA Peñarol – Progreso Montevideo 3:2 - Diego Aguirre, José Óscar Herrera, Ricardo Viera – Sergio Cid (2)             |
| 12.05 Colégio San Agustín Lima – Progreso Montevideo 3:1 - Miguel Fonseca s, Roberto Martínez, José Ziani – Enrique Casado |
| 15.05 Alianza Lima – Progreso Montevideo 0:0                                                                               |
| 20.05 Alianza Lima – CA Peñarol 0:1 - Juan Carlos Paz                                                                      |
| 22.05 Colégio San Agustín Lima – CA Peñarol 1:1 - Rubén Espósito – Juan Carlos Paz                                         |
| 26.05 Alianza Lima – Colégio San Agustín Lima 2:1 - Luis “Potrillo” Escobar, Eugenio La Rosa – José Pajuelo                |
| 26.05 Progreso Montevideo – CA Peñarol 1:1 - Enrique Casado – José Óscar Herrera                                           |
| 29.05 Progreso Montevideo – Alianza Lima 0:0                                                                               |
| 02.06 CA Peñarol – Alianza Lima 2:0 - Gustavo Cristian Matosas, José Óscar Herrera                                         |
| 06.06 Progreso Montevideo – Colégio San Agustín Lima 3:0 - Sergio Peluffo, Enrique Casado (2)                              |
| 09.06 CA Peñarol – Colégio San Agustín Lima 2:0 - José Óscar Herrera, Ricardo Viera                                        |

| Klub                     | Mecze | Zw | Rem | Por | Pkt | BrZd | BrStr |
| ------------------------ | ----- | -- | --- | --- | --- | ---- | ----- |
| CA Peñarol               | 6     | 4  | 2   | 0   | 10  | 10   | 4     |
| Progreso Montevideo      | 6     | 1  | 3   | 2   | 5   | 7    | 7     |
| Alianza Lima             | 6     | 1  | 3   | 2   | 5   | 2    | 4     |
| Colégio San Agustín Lima | 6     | 1  | 2   | 3   | 4   | 5    | 9     |

### Obrońca tytułu
| River Plate jako obrońca tytułu awansował do 1/2 finału bez gry |

## 1/2 finału

### Grupa 1
| 01.09 CD Cobreloa – Barcelona SC 3:0 - Hugo Tabilo, Juan Carlos Letelier, O. Díaz                                |
| 04.09 CD Cobreloa – América Cali 2:2 - O. Díaz, Juan Covarrubias – Sergio Rodolfo Santín, Ricardo Alberto Gareca |
| 09.09 Barcelona SC – América Cali 0:2 - Roberto Cabañas, Hernán Darío Herrera                                    |
| 15.09 Barcelona SC – CD Cobreloa 0:2 - Juan Covarrubias, Díaz                                                    |
| 18.09 América Cali – CD Cobreloa 1:1 - Juan Manuel Battaglia – Juan Carlos Letelier                              |
| 23.09 América Cali – Barcelona SC 4:0 - Ricardo Alberto Gareca (2), Juan Manuel Battaglia, Willington Ortiz      |

| Klub         | Mecze | Zw | Rem | Por | Pkt | BrZd | BrStr |
| ------------ | ----- | -- | --- | --- | --- | ---- | ----- |
| América Cali | 4     | 2  | 2   | 0   | 6   | 9    | 3     |
| CD Cobreloa  | 4     | 2  | 2   | 0   | 6   | 8    | 3     |
| Barcelona SC | 4     | 0  | 0   | 4   | 0   | 0    | 11    |

### Grupa 2
| 26.08 River Plate – CA Independiente 0:0 |
| 03.09 CA Peñarol – CA Independiente 3:0 - Diego Aguirre, Jorge Cabrera, Ricardo Viera                                                             |
| 16.09 CA Peñarol – River Plate 0:0 |
| 23.09 CA Independiente – River Plate 2:1 - Sergio Merlini, Claudio Marangoni – Juan Gilberto Funes                                                |
| 30.09 CA Independiente – CA Peñarol 2:4 - Alejandro Esteban Barberón, José Alberto Percudani – Jorge Cabrera (2), Diego Aguirre, Eduardo Da Silva |
| 07.10 River Plate – CA Peñarol 1:0 - Ruggeri |

| Klub             | Mecze | Zw | Rem | Por | Pkt | BrZd | BrStr |
| ---------------- | ----- | -- | --- | --- | --- | ---- | ----- |
| CA Peñarol       | 4     | 2  | 1   | 1   | 5   | 7    | 3     |
| River Plate      | 4     | 1  | 2   | 1   | 4   | 2    | 2     |
| CA Independiente | 4     | 1  | 1   | 2   | 3   | 4    | 8     |

## FINAŁ
| América Cali – CA Peñarol 2:0 i 1:2, dod. 0:1(dog) |
| 21 października 1987 Cali Estadio Pascual Guerrero (65 000) América Cali – CA Peñarol 2:0 (2:0) Sędzia: José Roberto Wright (Brazylia) Bramki: 1:0 Juan Manuel Battaglia 8, 2:0 Roberto Cabañas 20 Corporación Deportiva América de Cali: Julio César Falcioni – Hugo Valencia, Víctor Espinosa, Alvaro Aponte, Jorge Porras, Víctor Luna, Sergio Rodolfo Santín, Roberto Cabañas, Hernán Darío Herrera (Alexander Escobar), Ricardo Alberto Gareca (Orlando Maturana), Juan Manuel Battaglia. Club Atlético Peñarol: Eduardo Pereira – José Óscar Herrera, Marcelo Rotti, Obdulio Eduardo Trasante, Alfonso Enrique Domínguez (Jorge Villar), José Batlle Perdomo, Gustavo Cristian Matosas (Eduardo Da Silva), Daniel Vidal, Ricardo Viera, Jorge Cabrera, Diego Aguirre. |
| 28 października 1987 Montevideo Estadio Centenario (60 000) CA Peñarol – América Cali 2:1 (0:1) Sędzia: Ricardo Calábria (Argentyna) Bramki: 0:1 Roberto Cabañas 19, 1:1 Diego Aguirre 68, 2:1 Jorge Villar 87 Club Atlético Peñarol: Eduardo Pereira – José Óscar Herrera, Marcelo Rotti (Jorge Goncálvez), Obdulio Eduardo Trasante, Alfonso Enrique Domínguez, José Batlle Perdomo, Eduardo Da Silva, Daniel Vidal, Ricardo Viera, Jorge Cabrera (Jorge Villar), Diego Aguirre. Corporación Deportiva América de Cali: Julio César Falcioni – Hugo Valencia, Víctor Espinosa, Alvaro Aponte, Jorge Porras, Víctor Luna, Sergio Rodolfo Santín, Roberto Cabañas, Willington Ortiz (Hernán Darío Herrera), Ricardo Alberto Gareca, Juan Manuel Battaglia.                  |
| 31 października 1987 Santiago Estadio Nacional (25 000) CA Peñarol – América Cali 1:0 (0:0,0:0) Sędzia: Hernán Silva (Chile) Bramki: 1:0 Diego Aguirre 120 Club Atlético Peñarol: Eduardo Pereira – José Óscar Herrera, Marcelo Rotti, Obdulio Eduardo Trasante, Alfonso Enrique Domínguez, José Batlle Perdomo (Jorge Goncálvez), Eduardo Da Silva, Daniel Vidal (Jorge Villar), Ricardo Viera, Jorge Cabrera, Diego Aguirre. Corporación Deportiva América de Cali: Julio César Falcioni – Hugo Valencia, Víctor Espinosa, Alvaro Aponte, Jairo Ampudia, Víctor Luna, Sergio Rodolfo Santín, Roberto Cabañas, Willington Ortiz, Ricardo Alberto Gareca (Enrique Simón Esterilla), Juan Manuel Battaglia.                                                                  |

## Klasyfikacja
Poniższa tabela ma charakter statystyczny. O kolejności decyduje na pierwszym miejscu osiągnięty etap rozgrywek, a dopiero potem dorobek bramkowo-punktowy. W przypadku klubów, które odpadły w rozgrywkach grupowych o kolejności decyduje najpierw miejsce w tabeli grupy, a dopiero potem liczba zdobytych punktów i bilans bramkowy.
| Poz                                                                      | Klub                     | Mecze | Zw | Rem | Por | Pkt | BrZd | BrStr |
| ------------------------------------------------------------------------ | ------------------------ | ----- | -- | --- | --- | --- | ---- | ----- |
| 1                                                                        | CA Peñarol               | 13    | 8  | 3   | 2   | 19  | 20   | 10    |
| 2                                                                        | América Cali             | 14    | 6  | 5   | 3   | 17  | 25   | 11    |
| 3                                                                        | CD Cobreloa              | 10    | 5  | 4   | 1   | 14  | 16   | 7     |
| 4                                                                        | River Plate              | 4     | 1  | 2   | 1   | 4   | 2    | 2     |
| 5                                                                        | CA Independiente         | 10    | 5  | 2   | 3   | 12  | 17   | 12    |
| 6                                                                        | Barcelona SC             | 10    | 4  | 0   | 6   | 8   | 8    | 18    |
| 7                                                                        | Deportivo Cali           | 7     | 4  | 1   | 2   | 9   | 13   | 5     |
| 8                                                                        | Rosario Central          | 6     | 3  | 2   | 1   | 8   | 12   | 7     |
| 9                                                                        | CSD Colo-Colo            | 6     | 2  | 3   | 1   | 7   | 6    | 4     |
| 10                                                                       | Club Olimpia             | 6     | 3  | 1   | 2   | 7   | 9    | 10    |
| 11                                                                       | Progreso Montevideo      | 6     | 1  | 3   | 2   | 5   | 7    | 7     |
| 12                                                                       | Táchira San Cristóbal    | 6     | 3  | 1   | 2   | 7   | 11   | 12    |
| 13                                                                       | Club The Strongest       | 6     | 2  | 1   | 3   | 5   | 7    | 16    |
| 14                                                                       | CD El Nacional           | 6     | 3  | 0   | 3   | 6   | 12   | 7     |
| 15                                                                       | Guarani FC               | 6     | 1  | 3   | 2   | 5   | 6    | 8     |
| 16                                                                       | Alianza Lima             | 6     | 1  | 3   | 2   | 5   | 2    | 4     |
| 17                                                                       | São Paulo FC             | 6     | 1  | 2   | 3   | 4   | 9    | 13    |
| 18                                                                       | Colégio San Agustín Lima | 6     | 1  | 2   | 3   | 4   | 5    | 9     |
| 19                                                                       | Club Sol de América      | 6     | 1  | 1   | 4   | 3   | 7    | 12    |
| 20                                                                       | Oriente Petrolero        | 6     | 1  | 1   | 4   | 3   | 7    | 14    |
| 21                                                                       | Estudiantes Mérida       | 6     | 0  | 0   | 6   | 0   | 4    | 17    |
| Podsumowanie: 76 meczów, w tym 20 remisów, 205 bramek – 2.70 bramek/mecz |                          |       |    |     |     |     |      |       |